# Реакция Реформатского
Реакция Реформатского — органическая реакция, конденсация альдегидов или кетонов (1) с эфирами α-галогенкарбоновых кислот (2), происходящая в апротонном растворителе под действием порошка цинка, и приводящая к образованию эфиров β-гидроксикарбоновых кислот (3).
В качестве интермедиата в реакции образуется цинковый енолят, который иногда называют «енолятом Реформатского».
Реакции Реформатского были посвящены несколько обзорных публикаций.